# 物部村 (栃木県)
物部村（ものべむら）は栃木県芳賀郡に属していた村である。

## 地理
現在の真岡市の南東部に位置する。
- 河川：小貝川、五行川

## 歴史
村名は、かつて存在した物部郷に由来する。

### 町域の変遷
- 1889年（明治22年）4月1日 - 町村制施行により、物井村、横田村、高田村、反町村、根小屋村、沖村、鹿村、桑野川村、大和田村、三谷村、水戸部村、阿部岡村が合併し芳賀郡物部村が成立する。
- 1954年（昭和29年）5月3日 - 物部村は久下田町、長沼村とともに合併し二宮町が発足。物部村は消滅。

変遷表
| 1868年 以前 | 1868年 以前    | 明治1年 | 明治7年 | 明治22年 4月1日 | 昭和29年 5月3日 | 平成21年 3月23日 | 現在   |
| ----------- | -------------- | ------- | ------- | --------------- | --------------- | ---------------- | ------ |
|             | 物井村         | 物井村  | 物井村  | 物部村          | 二宮町          | 真岡市 に編入    | 真岡市 |
|             | 横田村         |         |         | 物部村          | 二宮町          | 真岡市 に編入    | 真岡市 |
|             | 高田村         | 高田村  | 高田村  | 物部村          | 二宮町          | 真岡市 に編入    | 真岡市 |
|             | 高田反町村新田 | 高田村  | 高田村  | 物部村          | 二宮町          | 真岡市 に編入    | 真岡市 |
|             | 反町村         |         |         | 物部村          | 二宮町          | 真岡市 に編入    | 真岡市 |
|             | 根小屋村       |         |         | 物部村          | 二宮町          | 真岡市 に編入    | 真岡市 |
|             | 三谷村         |         |         | 物部村          | 二宮町          | 真岡市 に編入    | 真岡市 |
|             | 水戸部村       |         |         | 物部村          | 二宮町          | 真岡市 に編入    | 真岡市 |
|             | 沖村           |         |         | 物部村          | 二宮町          | 真岡市 に編入    | 真岡市 |
|             | 鹿村           | 鹿村    | 鹿村    | 物部村          | 二宮町          | 真岡市 に編入    | 真岡市 |
|             | 下村           |         | 鹿村    | 物部村          | 二宮町          | 真岡市 に編入    | 真岡市 |
|             | 大和田村       |         |         | 物部村          | 二宮町          | 真岡市 に編入    | 真岡市 |
|             | 阿部岡村       |         |         | 物部村          | 二宮町          | 真岡市 に編入    | 真岡市 |

## 大字
- 物井（ものい）
- 横田（よこた）
- 高田（たかだ）
- 反町（そりまち）
- 根小屋（ねごや）
- 三谷（みや）
- 水戸部（みとべ）
- 沖（おき）
- 鹿（しか）
- 大和田（おおわだ）
- 阿部岡（あべおか）

## 行政
- 物部村長

| 代 | 氏名       | 就任                      | 退任                       | 備考 |
| -- | ---------- | ------------------------- | -------------------------- | ---- |
| 1  | 横田留重郎 | 1889年（明治22年）5月1日  | 1893年（明治26年）5月5日   |      |
| 2  | 海老沢元蔵 | 1893年（明治26年）5月6日  | 1897年（明治30年）4月30日  |      |
| 3  | 広沢平八   | 1897年（明治30年）5月1日  | 1903年（明治36年）5月27日  |      |
| 4  | 豊田平蔵   | 1903年（明治36年）6月12日 | 1907年（明治40年）6月11日  |      |
| 5  | 広沢平八   | 1907年（明治40年）6月12日 | 1919年（大正8年）6月25日   |      |
| 6  | 賀川伴七郎 | 1919年（大正8年）6月26日  | 1920年（大正9年）5月24日   |      |
| 7  | 広沢彌八郎 | 1920年（大正9年）6月26日  | 1927年（昭和2年）9月10日   |      |
| 8  | 賀川伴七郎 | 1927年（昭和2年）10月10日 | 1932年（昭和7年）2月16日   |      |
| 9  | 保坂園次   | 1932年（昭和7年）2月19日  | 1940年（昭和15年）2月15日  |      |
| 10 | 深谷成一   | 1940年（昭和15年）2月16日 | 1946年（昭和21年）11月20日 |      |
| 11 | 岩井兵一郎 | 1947年（昭和22年）4月5日  | 1951年（昭和26年）4月4日   |      |
| 12 | 小倉泰治   | 1951年（昭和26年）4月23日 | 1954年（昭和29年）5月2日   |      |

出典:『栃木県町村合併誌 第二巻』, p. 102-103

## 人口・世帯

### 人口
総数 [単位： 人]
| 1891年（明治24年） | 4,487 |
| 1920年（大正 9年） | 5,054 |
| 1935年（昭和10年） | 5,717 |
| 1950年（昭和25年） | 7,331 |

### 世帯
総数 [単位： 世帯]
| 1920年（大正 9年） | 926   |
| 1935年（昭和10年） | 944   |
| 1950年（昭和25年） | 1,168 |